# Виссарион (Комзиас)
Митрополит Виссарио́н (греч. Μητροπολίτης  Βησσαρίων, в миру Спири́дон Комзиа́с, греч. Σπυρίδων Κομζιάς; род. 7 июля 1975, Афины) — епископ Константинопольской православной церкви, митрополит Испанский и Португальский (с 2021).

## Биография
Родился в семье греческого военнослужащего, который был «большим поклонником русской культуры», в связи с чем «имел множество проблем на службе»
В 2000 году окончил богословскую школу Фессалоникийского университета.
В 2006 году, выполняя волю покойного отца, он отправился учиться и изучать русский язык в Санкт-Петербургскую духовную академию, которую окончил в 2009 году.
1 февраля 2009 года в составе делегации Константинопольского Патриархата присутствовал на интронизации Патриарха Московского и всея Руси Кирилла.
5 июля 2009 года в Стамбуле патриархом Константинопольским Варфоломеем был рукоположен во иеромонаха с назначением на должность настоятеля русскоязычного прихода святого Алипия Столпника в Анталье, а также великим иерокириксом (проповедником) и директором Патриаршей библиотеки Константинопольского патриархата.
31 октября 2013 года, при выборах нового управляющего Западноевропейским экзархатом русских приходов, был одним из трёх кандидатов, предложенных Константинопольским патриархом на эту должность. В итоге занял второе место, уступив архимандриту Иову (Гече).
20 декабря 2016 года в аэропорту Анкары Эсенбога в присутствии с турецкой стороны мэра Анкары Мелиха Гёкчека, министра внутренних дел Сулеймана Сойлу и вице-премьера Тогрула Тюркеша первым из православных священнослужителей совершил заупокойную литию над телом убитого днём ранее чрезвычайного и полномочного посла России в Турции Андрея Карлова.
14 января 2021 года решением Священного синода Константинопольского патриархата избран на кафедру Испанскую и Португальскую. 25 января 2021 года в Патриаршем соборе на Фанаре хиротонисан во епископа. Хиротонию совершили: патриарх Варфоломей, митрополит Мирликийский Хризостом (Калаидзис), архиепископ Анфидонский Нектарий (Селалмадзидис), митрополит Иконийский Феолипт (Фенерлис), митрополит Имврский и Тенедский Кирилл (Сикис). 27 марта 2021 года в соборе святых Андрея и Димитрия в Мадриде состоялся чин его интронизации.

## Награды
- Орден святого равноапостольного великого князя Владимира III степени (24 июля 2013 года в ходе торжеств в честь «во внимание к трудам на благо Святой Церкви и в связи с 1025-летием крещения Руси»[11])
- Орден святого великомученика и целителя Пантелеимона II степени («по случаю юбилейных торжеств в честь 1000-летия русского святогорского монашества»[12])